# Pictou—Antigonish—Guysborough
Pour les articles homonymes, voir Pictou (homonymie), Antigonish et Guysborough (homonymie).
Pictou—Antigonish—Guysborough fut une circonscription électorale fédérale de Nouvelle-Écosse. La circonscription fut représentée de 1997 à 2004.
La circonscription a été créée en 1996 à partir de Cape Breton Highlands—Canso et de Nova-Centre. Abolie en 2003, elle fut redistribuée parmi Cape Breton—Canso et Nova-Centre.

## Géographie
En 1996, la circonscription de Pictou—Antigonish—Guysborough comprenait :
- Le comté de Pictou,
- Le comté d'Antigonish,
- Le comté de Guysborough.

## Député
1. 1997-2004 — Peter G. Mackay, PCC

- PCC = Parti conservateur du Canada